# AMD Xilleon

Logo von AMD Xilleon

AMD Xilleon ist eine Familie von Multimedia-Prozessoren, die ursprünglich von ATI Technologies (ATI) entwickelt wurde und nach der Übernahme von ATI durch AMD umbenannt wurde (früher: ATI Xilleon). Die Xilleon-Prozessoren sind SoCs mit einer 32-Bit MIPS-Architektur für den Einsatz in Settop-Boxen und IDTVs. Die verschiedenen Prozessoren bieten dabei vor allem hardwarebeschleunigtes MPEG2-Dekodieren und 3D-Funktionen.
Der Unified Video Decoder (UVD) basiert auf der Technik der Xilleon-Prozessoren. Mit dem Verkauf der DTV-Sparte (Digital TeleVision, digitales Fernsehen) am 25. August 2008 gelangten nicht nur die Xilleon- und Theater-Prozessoren zu Broadcom, auch rund 530 Mitarbeiter von (ehemals) ATI und AMD wurden übernommen.

## Produkte
- Xilleon 210D
- Xilleon 210H
- Xilleon 220[3] – markiert den Einstieg von ATI in dieses Segment, am Microprocessor Forum 2001 vorgestellt[4]
- Xilleon 226
- Xilleon 240H
- Xilleon 240S
- Xilleon 260